# فلم القضية الاجتماعية
فيلم القضية الاجتماعية هو فيلم روائي يدمج صراعًا اجتماعيًا أكبر في الصراع الفردي بين شخصياته. يُعرَّف هذا النوع في سياق الولايات المتحدة وهوليوود من خلال صور خيالية للأزمات الاجتماعية في أماكن محلية أو مؤسسية أمريكية واقعية.
يكون التعريف الدقيق في عين الناظر غالبًا مثل العديد من أنواع الأفلام، ولكن هوليوود أنتجت وسوقت عددًا من الأفلام الموضعية في ثلاثينيات القرن العشرين، وكان مصطلح فيلم «القضية الاجتماعية»، أو فيلم «الرسالة»، بحلول أربعينيات القرن العشرين تقليديًا في استخدامه بين صناعة السينما والجمهور.
تدور العديد من الخصائص التي نمت لتعريف فيلم القضية الاجتماعية حول الوعي المدرك للأمة حول قضية اجتماعية معينة، ودمج هذه القضية في بنية سردية. تُعرض القضايا الاجتماعية مثل أهوال الحرب، ومعاناة الفقراء، والإدمان، وحقوق المرأة، والوحشية غالبًا في عالم معين. تكمن مشكلة تعريف هذا النوع من الأفلام كنوع أدبي في قدرته على فصل نفسه عن الأفلام التي تعرض أسلوبًا مشابهًا، إذ أن الكثير من الأفلام تتناول القضايا الاجتماعية. يميز فيلم القضية الاجتماعية نفسه من خلال التركيز على القضايا ضمن السياق التاريخي للوقت الحالي، والتعامل مع القضية الاجتماعية لعصر معين كما ينطبق على تلك الحقبة بأسلوب تعليمي أكثر بكثير من معاصريه. يتيح فيلم القضية الاجتماعية مزيدًا من الانغماس في قضية معينة أكثر من أفلام الأنواع الأخرى. ستعكس أفلام العصابات والسجون مثلًا سمات معينة لقضية اجتماعية، ولكنها لن تستكشف المشكلة بشكل كامل بالطريقة التي تؤهلها لهذا النوع.

## تحديد الخصائص

### السياق التاريخي والطبيعة التعليمية
تتمثل إحدى الحقائق المهمة لفيلم القضية الاجتماعية بقدرته على التفاعل، وعرض مشكلة اجتماعية ذات صلة بالعصر الحالي الذي أُنتِج فيه. إنه يعالج قضية بشكل خاص بينما ما تزال القضية جزءًا من الوعي الوطني، وغالبًا ما يشكل حجة لماهية القضية في الواقع من خلال تطور السرد والشخصية. مزجت أفلام القضايا الاجتماعية الأولى غالبًا المشاعر الأيديولوجية في ذلك الوقت في سرد ترجمها إلى رسالة يستوعبها الجمهور. يمكن إثبات ذلك من خلال بعض التجارب الاجتماعية التي حدثت والتي تدور حول قدرة الفيلم على تغيير التصور العام؛ وخير مثال على ذلك هو تمثيل معاداة السامية في فيلم اتفاقية الشرف (1947)؛ والدراسة الاجتماعية اللاحقة التي أجراها راسل ميدلتون والتي قدرت كمية معاداة السامية قبل مشاهدة الفيلم وبعده. من المثير للدهشة أن الفيلم يبدو أنه يؤثر بشكل إيجابي على الموضوعات؛ إذ أن غالبية الأشخاص الذين شاركوا في الدراسة كانت لديهم مشاعر معادية للسامية أقل بشكل ملحوظ مما كانت عليه قبل مشاهدة الفيلم. يبدو أن هذه الدراسة تشير مرة أخرى إلى الطبيعة التعليمية الأولية لفيلم القضية الاجتماعية، على الرغم من وجود بعض العوامل التي يجب أخذها بعين الاعتبار، بالإضافة إلى معالجة الموضوع ذي الصلة بالعصر الحالي للفيلم، وكيف ينظر جمهور الفترة التاريخية إلى مثل هذه الرسالة.
خلقت ظاهرة السياق التاريخي ورد فعل الجمهور توازنًا مثيرًا للاهتمام بين الطبيعة التعليمية للفيلم وقدرته على احتواء رواية مثيرة للاهتمام. يمكن النظر إلى الأفلام السابقة للعصر الكلاسيكي في كثير من الأحيان على أنها وعظية إلى حد ما، وغالبًا ما تظهر بشكل أقل شبهًا بميزة خيالية وأكثر شبهًا بإعلان خدمة عامة. يُعرض هذا في التكرار الشائع للحظة التدريس غالبًا بالقرب من نهاية الفيلم عندما تلقي الشخصية خطابًا فعليًا يشير غالبًا إلى الرسالة الاجتماعية التي يحاول الفيلم تصويرها. يمكن رؤية الأمثلة من خلال القضاة في نهاية فيلم أولاد الطريق الجامحين (1933) وفيلم أين أطفالي؟ (1916)، وكلاهما يقدم درسًا في شكل مونولوج يبدو تقريبًا منفصلًا عن السرد الخيالي الذي يُقدَّم. تضفي هذه الصلة بمشكلة العصر الذي يمر فيه الفيلم نوعًا من السلطة التعليمية على هذا النوع من الأفلام التي قد لا يمتلكها الآخرون. واجه فيلم أين أطفالي؟ مثلًا مشكلة في الوصول إلى المجلس الوطني للمراجعة لإطلاقه للعام؛ وذلك بسبب اعتقاد المراجعين بأن الجماهير كانوا يزودون بمعلومات مضللة بشأن تحديد النسل. اعتقدوا أن الفيلم كان تعليميًا بطبيعته أكثر من كونه قصة خيالية تتناول قضية اجتماعية.